# Finca Blanco
Finca Blanco est une localité de la province de Chiriquí, au Panama.